# Babczyzna
Babczyzna – wieś w Polsce położona w województwie lubelskim, w powiecie lubartowskim, w gminie Ostrówek. Wieś jest położona w północnej części gminy, ma powierzchnię 191 ha. 
Początki wsi to przełom XIX i XX wieku. Pierwszymi dziedzicami majątku byli Grodziccy. Nazwa wsi wywodzi się od przynależności tutejszych ziem do babki właścicieli folwarku Dębica, którzy nazywali ten obszar babizną.
W latach 1975–1998 miejscowość należała administracyjnie do województwa lubelskiego.
Wieś stanowi sołectwo gminy Ostrówek. Według Narodowego Spisu Powszechnego z roku 2011 wieś liczyła 68 mieszkańców.
Wierni Kościoła rzymskokatolickiego należą do parafii św. Stanisława w Czemiernikach.